# Лужицкая бригада Войск охраны пограничья
Лужицкая бригада Войск охраны пограничья (пол. Łużycka Brygada Wojsk Ochrony Pogranicza) или Лужицкая бригада ВОП (пол. Łużycka Brygada WOP, сокращённо ŁBWOP) – территориальная бригада Войск охраны пограничья, существовавшая в 1958—1991 годах и осуществлявшая охрану польско-чехословацкой и германско-польской границ ПНР.

## История бригады
В соответствии с распоряжением министра внутренних дел ПНР № 075/58 от 22 апреля 1958 года существовавшая 8-я бригада ВОП была преобразована в 8-ю Лужицкую бригаду ВОП. Штаб бригады располагался в городе Любань в доме номер 1 по улице Войска Польского.
В 1959 году был расформирован 82-й батальон ВОП, дислоцированный в Силезской Любани, а пограничный пункт пропуска Венглинец был перенесён в Беляву-Дольну. В 1961 году бригаде присвоен позывной «Телескоп» (пол. Teleskop).
Весной 1968 года расформирована разведывательная рота, а два разведывательных взвода без личного состава и снаряжения были переданы 9-й Любушской и 12-й Поморской бригадам ВОП в соответствии с распоряжением командующего Войсками охраны пограничья № 05 от 8 февраля 1968 года о кадровых изменениях.
9 мая 1967 года по случаю национальных праздников в Чехословакии пограничной заставе Пораюв ВОП было присвоено имя Героя Советского Союза капитана Степана Вайды.
В 1976 году в связи с переходом на двухуровневую систему управления пограничными войсками были расформированы 83-й и 84-й батальоны ВОП, дислоцировавшиеся в Богатыне и Згожельце. Вместо батальонов для усиления сторожевых вышек были созданы разведывательные заставы и резервные роты. Бригада была переименована в Лужицкую бригаду ВОП.
Бригада расформирована 16 мая 1991 года, её правопреемником стал Лужицкий отряд Пограничной стражи.

## Организационная структура
В состав бригады входили:
- Командование (Любань)
- Поддотделы командования
- 81-й батальон ВОП[пол.] (Шклярска-Поремба)
- 82-й батальон ВОП[пол.] (Силезская Любань)
- 83-й батальон ВОП[пол.] (Богатыня)
- 84-й батальон ВОП[пол.] (Згожелец)
- Пограничные пункты пропуска[пол.]:
  - Якушице[пол.]
  - Завидув[пол.]
  - Турошув[пол.]
  - Згожелец[пол.]
  - Венглинец[пол.]

## Командование бригады
Командиры бригады
- полковник Роман Васильковский (1 января 1958[3] — 30 августа 1960)[4]
- полковник Хенрик Хмеляк (1960[3] — 4 октября 1971)[4]
- полковник Рышард Лопусевич (1971[3] — 13 октября 1977)[4]
- подполковник Рышард Бартосевич[5] (1977[3] — 27 сентября 1978)[4]
- полковник Роман Смульский (1978[3] — 1 ноября 1984)[4]
- полковник Юзеф Галицкий[6] (1984[3] — 15 февраля 1991)[4]

Начальники отдела пограничного контроля:
- майор Рудольф Волковский
- капитан Францишек Дзядкевич
- подполковник Тадеуш Беганьский
- подполковник Станислав Копчик
- подполковник Холда
- майор Юзеф Гощицкий